# Miha Kajzelj
Miha Kajzelj, slovenski arhitekt in alpinist, * 1967, Ljubljana.